# Евтим Вербев
Евтим Верби Вербев (познат още като Евтимий Верби Верби) е български военен лекар, първият българин санитарен полковник и политик.

## Биография
Евтим Вербев е роден на 20 януари 1850 г. в Шумен, а според други източници 1847, а според трети е роден в Дебър. Първоначално учи в родния си град. От 1866 г. учи в Роберт колеж в Цариград, след това заминава за Англия. До 1876 г. учи във Военномедицинското училище в Цариград, като довършва образованието си през 1878 г. в Медицинския факултет на Атинския университет.
В периода 1879 – 1883 г. служи като военен лекар в Бургас, Провадия и Търговище. Служи като лекар в 7-и пехотен преславски полк. След това се установява като лекар в Шуменския гарнизон. Между 1908 и 1911 г. е общински съветник в града. Кмет на Шумен от 26 август до 31 декември 1908 г. Народен представител в Учредителното събрание по избор от Шуменски окръг. Привърженик на Петко Каравелов и неговата демократическа партия. Съпругата му се казва Василка и има двама синове, които продължават неговата професия – санитарен майор Димитър Вербев (1884 – неизв.) и проф. д-р Петър Вербев (1891 – 1977). Според други данни има 6 деца. Умира на 18 юни 1921 г. в родния си град.

## Военни звания
- Капитан (16 януари 1892)
- Майор (2 август 1895)
- Запасен санитарен полковник